# Hendrik Drescher
Hendrik Helge Drescher (* 21. März 2000 in Berlin) ist ein deutscher Basketballspieler.

## Laufbahn
Drescher kam über eine AG an einer Grundschule in Berlin-Neukölln zum Basketball und wurde anschließend in der Nachwuchsabteilung des TuS Lichterfelde gefördert. 2016 wechselte er zu Alba Berlin, spielte dort weiterhin im Jugendbereich, aber auch in der zweiten Herrenmannschaft in der Regionalliga. Hinsichtlich der Spielrunde 2017/18 schaffte Drescher den Sprung in das erweiterte Bundesliga-Aufgebot der Berliner, darüber hinaus erhielt er eine „Doppellizenz“ für zusätzliche Einsätze im Hemd von SSV Lokomotive Bernau in der 2. Bundesliga ProB. Anfang Oktober 2017 verhalf ihm Albas als Talenteförderer bekannter Trainer Aíto García Reneses zu seinem Einstand in der Basketball-Bundesliga. Mit Albas U19-Mannschaft wurde Drescher Ende Mai 2018 deutscher Meister. Im Oktober 2018 erlitt er einen Kreuzbandriss im linken Knie, was eine monatelange Pause nach sich zog.
Ende Juli 2019 wurde Drescher vom Berliner Bundesliga-Konkurrenten EWE Baskets Oldenburg unter Vertrag genommen, kam aber nur in der zweiten Mannschaft in der 2. Bundesliga ProB zum Einsatz. Im Juli 2020 wurde er vom Bundesligisten Hamburg Towers, mit der Möglichkeit auch beim Partnerverein SC Rist Wedel (2. Bundesliga ProB) eingesetzt zu werden, verpflichtet. Anfang November 2020 zog sich Drescher einen Kreuzbandriss im rechten Knie zu. Drescher kam für die Hamburger nach der Genesung zu vereinzelten Einsätzen in der Bundesliga und im EuroCup, während er bei Rist Wedel Leistungsträger war (15,2 Punkte, 6,8 Rebounds/Spiel in der Saison 2021/22). Ende Juni 2022 wurde er vom Zweitligisten VfL SparkassenStars Bochum verpflichtet.
Im Sommer 2023 wechselte Drescher innerhalb der zweiten Liga zu den Eisbären Bremerhaven. Er erzielte für die Norddeutschen während der Saison 2023/24 knapp 10 Punkte je Begegnung und schloss sich anschließend dem Ligakonkurrenten Gladiators Trier an. Im Februar 2025 musste sich Drescher einer Knieoperation unterziehen. Nach seiner Rückkehr aufs Spielfeld trug er dazu bei, dass Trier im Mai 2025 den Meistertitel in der 2. Bundesliga ProA gewann.
Zur Saison 2025/26 unterschrieb Drescher einen Einjahresvertrag beim Bundesligaabsteiger BG Göttingen und blieb somit in der 2. Bundesliga ProA.

### Nationalmannschaft
Drescher trug bei den U16-Europameisterschaften 2015 in Litauen und 2016 in Polen sowie bei der U18-EM 2017 in der Slowakei das deutsche Nationaltrikot. Im April 2018 gewann er mit der deutschen U18-Nationalmannschaft das Albert-Schweitzer-Turnier und wurde als bester Centerspieler der Traditionsveranstaltung ausgezeichnet. Bei der U18-EM 2018 war er mit 9,3 Punkten je Begegnung zweitbester Korbschütze der deutschen Mannschaft, mit der er bei dem Turnier in Lettland auf dem sechsten Rang landete.